# Рейна, Луис
Луис Альберто Рейна Наварро (исп. Luis Alberto Reyna Navarro; род. 16 мая 1959, Уануко) — перуанский футболист, полузащитник.

## Биография

### Клубная карьера
Во взрослом футболе дебютировал в 1978 году в клубе «Спортинг Кристал», где провёл следующие шесть сезонов своей игровой карьеры. Вместе с клубом трижды становился чемпионом Перу.
В 1985 году перешёл в «Университарио», где играл на протяжении четырёх сезонов, дважды завоевав титул национального чемпиона. Завершил карьеру футболиста в 1989 году.

### Карьера в сборной
12 ноября 1980 года дебютировал в официальных матчах в составе национальной сборной Перу в товарищеской встрече со сборной Уругвая. В 1982 году был в составе команды, выступавшей на чемпионате мира в Испании, но на поле ни разу не выходил.
Всего в составе сборной принял участие в 39 матчах, забив один гол.

## Достижения
«Спортинг Кристал»
- Чемпион Перу: 1978/79, 1979/80, 1982/83

«Университарио»
- Чемпион Перу: 1984/85, 1986/87